# 滝大吉
瀧 大吉（たき だいきち、文久元年12月25日（1862年1月24日） - 1902年（明治35年）11月23日）は、建築界の創成期に活躍した建築家。現在の大分県速見郡日出町出身。
従兄弟である音楽家瀧廉太郎のよき理解者として、東京高等師範学校附属音楽学校入学を支援したことでも知られる。
工手学校（現工学院大学）造家学科の教員も務めた。

## 経歴
1861年、豊後国速見郡日出城下に生まれる。祖父は日出藩家老瀧吉惇（通称は瀧平之進）、父は同藩士瀧吉彰。
1883年 工部大学校造家学科を卒業。その後、警視庁御用掛となる。
1884年 太政官会計局勤務となり、ジョサイア・コンドルの助手となる。
1886年、河合浩蔵らと造家学会を設立。造家学会第1回規則を河合浩蔵と共に創定、創立発起人に。同年、臨時建築局二等技手として官庁集中計画に携わる。1887年 大阪の帝国工業会社に入り、建築部長となる。1888年 神戸に明治工業会社を設立し、建築部長となる。
1889年、大阪で土木建築工事鑑定所（後に工学士滝大吉建築事務所）を開設する（日本人建築家による3番目の設計事務所）。また斎藤賢治と工業夜学校を開く（この講義をもとに建築学講義録を発行する）。1890年 明治工業会社相談役となる。
1891年 陸軍省に入り、陸軍技師となる。陸軍建築法改訂に従事。1893年 東京砲兵工廠御用掛勤務となる。1894年 朝鮮国や清国に派遣される(1896年帰国)。1895年、臨時陸軍検疫事務官兼検疫部建築課長となる。清国威海衛に出張し、臨時兵舎、病舎などを築造する。その後、臨時建築部主任技師となり、陸軍の6師団増設に伴う日本全国の兵営工事を監督する。
1897年 英·仏·蘭所領植民地の視察調査。1899年 台湾·北京·天津などの兵営築造を行った（1901年まで)。
明治35年11月23日卒去。墓所は青山霊園1-イ-21-15の自ら設計した納骨堂形式のもの。

## 栄典
- 1901年（明治34年）6月27日 - 勲五等瑞宝章[1]

## 主な作品
- 参謀本部庁舎（1899年、現存しない）
- 第七師団旭川偕行社（1902年、現 中原悌二郎記念旭川市彫刻美術館、国の重要文化財）
- 東京府南豊島郡落合村火葬場（1883年）
- 中央諸官庁計画に参加（1886年）
- 富山議事堂（1887年）
- 東京砲兵工廠（1893年）
- 各地の検疫所（1895年）
- 清国·朝鮮·台湾および国内の兵営施設（1899-1901年）

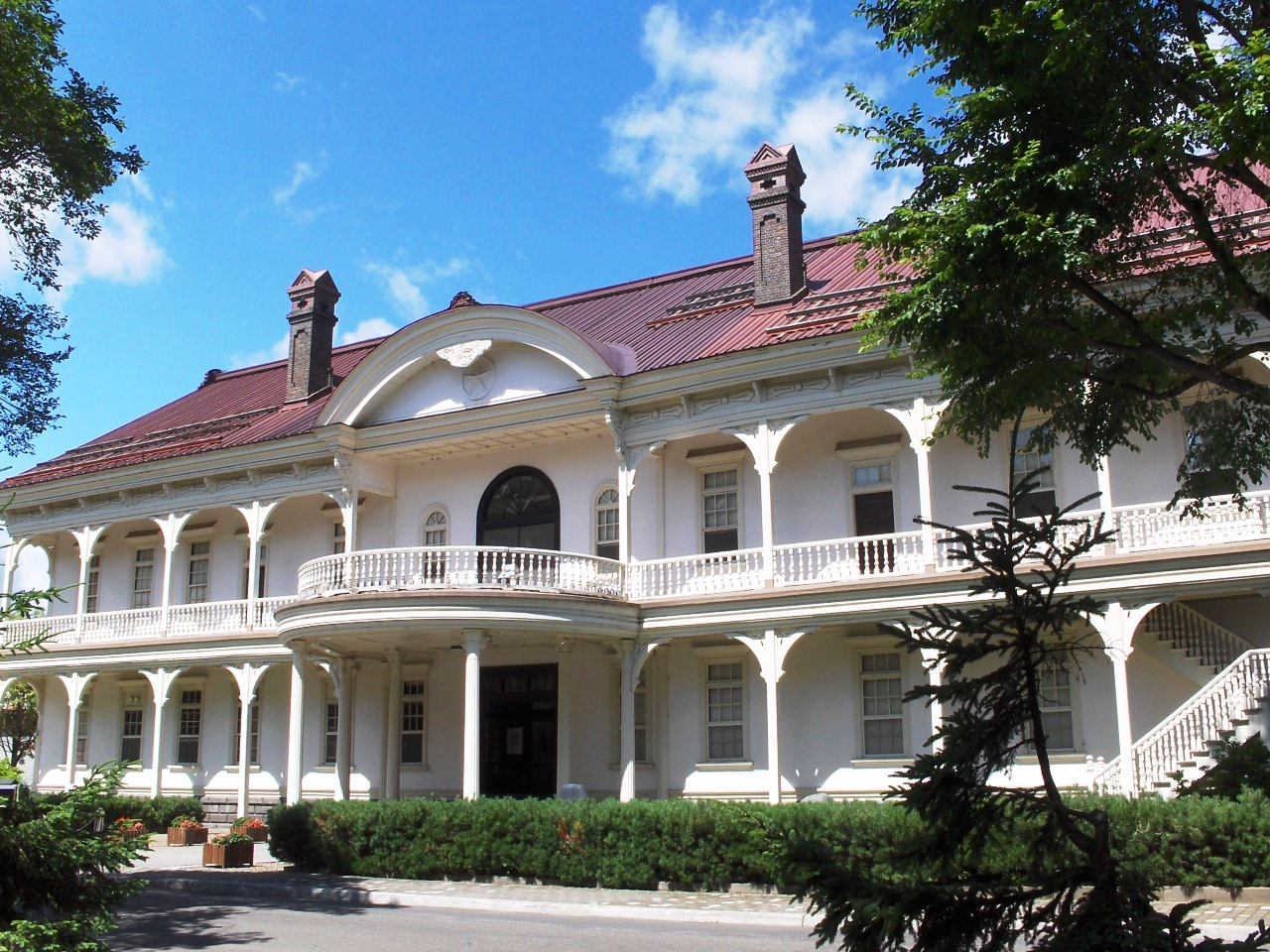
旧旭川偕行社

## 著作
- 『建築講義録』全3巻 私家版1889(復刻建築書院 1898)
- 『建築工事設計便覧』大泉龍之輔編 滝大吉·野村一郎校閲 明和書院 1897